# Refugio Libertador General San Martín
El refugio Libertador General San Martín es un refugio antártico ubicado en la isla Persson, al sudoeste de la isla James Ross en el extremo norte de la península Antártica. Es administrado por el Ejército Argentino y fue habilitado el 17 de agosto de 1955.
Es uno de los 18 refugios que se hallan bajo responsabilidad de la base Esperanza, que se encarga de las tareas de mantenimiento y cuidado.
El nombre homenajea a José de San Martín (1778-1850), libertador de Argentina, Chile y Perú.
A comienzos de la década de 1960 consistía de una construcción de madera de 2,5 m x 2,8 m x 1,8 m  con provisiones para tres personas durante un mes.